# Ray Cline

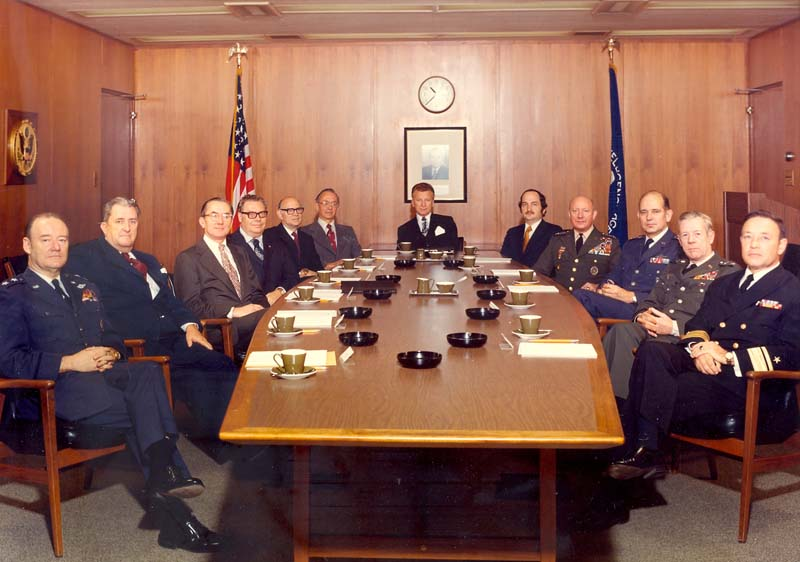
Ray Cline (trzeci od lewej) podczas spotkania Rady Wywiadu USA, w listopadzie 1973 roku

Ray Cline (ur. 1918  – zm. 1996), funkcjonariusz amerykańskiego wywiadu, jeden z najbardziej doświadczonych oficerów amerykańskich w tej dziedzinie, m.in. od 1962 do 1966 roku zastępca dyrektora ds. wywiadu (DDI) Centralnej Agencji Wywiadowczej - CIA.
Po ukończeniu Harvardu kontynuował studia w Oksfordzie. W 1942 roku zaczął służyć jako kryptolog w Marynarce Wojennej Stanów Zjednoczonych (US Navy). Następnie od 1943 do 1945 roku służył w Biurze Służb Strategicznych amerykańskiej agencji zajmującej się wywiadem podczas II wojny światowej. Od 1945 do 1949 roku oficjalny historyk amerykańskich sił lądowych, m.in. autor Washington Command Post, monografii procesów decyzyjnych w US Army podczas II wojny światowej
. 
W 1949 roku wstąpił do niedawno utworzonej Centralnej Agencji Wywiadowczej (CIA), gdzie następnie od 1951 do 1953 roku przebywał na placówce w Londynie, później na różnych stanowiskach w siedzibie głównej agencji. Od 1958 do 1962 roku był koordynatorem prowadzonych z Tajwanu operacji przeciwko Chinom. W 1962 roku został mianowany zastępcą dyrektora ds. wywiadu, był jedną z głównych postaci tzw, Kubańskiego Kryzysu Rakietowego, funkcję DDI sprawował do 1966 roku. Następnie od 1966  do 1969 roku był doradcą Ambasady USA w Bonn, później, do odejścia ze służby państwowej w październiku 1973 roku, dyrektorem Biura Wywiadu i Badań Departamentu Stanu. Otrzymał najwyższe odznaczenie za działalność w dziedzinie wywiadu - Distinguished Intelligence Medal.
Po odejściu ze służby państwowej w 1973 roku Ray Cline został dyrektorem Ośrodka Badań Strategicznych i Międzynarodowych na Uniwersytecie Georgetown w Waszyngtonie (Georgetown Uniwersity's Center for Strategic International Studies), a później prezesem Rady Strategii Globalnej Stanów Zjednoczonych (US Global Strategy Council). Autor artykułów i monografii na temat wywiadu, m.in. Spies and Scholars, wydanej w 1976 roku, oraz The CIA Under Reagan, Bush & Casey wydanej w 1981 roku.

Zmarł w 1996 roku, w wieku 78 lat.